# Ворне-Пюттен
Ворне-Пюттен (нидерл. Voorne-Putten) — остров в Нидерландах в дельте Рейна и Мааса. Когда-то это были два отдельных острова — Ворне (на западе) и Пюттен (на востоке) — разделённые рекой Берниссе, но постепенно река заилилась и исчезла, и два острова слились в один.
На севере остров отделён от острова Розенбюрг озером Брилсемер, на северо-востоке от острова Эйсселмонде — рекой Ауде-Маас, на юго-востоке от острова Хуксевард — рекой Спёй, на юге от острова Гуре-Оверфлакке — эстуарием Харингвлит.